# Élections municipales partielles françaises de 1978
Des élections municipales partielles ont lieu en 1978 en France.

## Bilan

### Résultats en nombre de maires
| Partis       | Partis                             | Maires sortants | Maires élus | Évolution     |
| ------------ | ---------------------------------- | --------------- | ----------- | ------------- |
|              | Parti socialiste                   | 5               | 3           | 2             |
|              | Parti communiste français          | 1               | 1           | en stagnation |
| Total gauche | Total gauche                       | 6               | 4           | 2             |
|              | Union pour la démocratie française | 1               | 3           | 2             |
|              | Divers droite                      | 2               | 2           | en stagnation |
| Total droite | Total droite                       | 3               | 5           | 2             |

## Élections

### Aix-en-Provence(Bouches-du-Rhône)
- Maire sortant : Félix Ciccolini (PS)
- Maire élu ou réélu : Alain Joissains (UDF-RAD)

- Contexte : Annulation du scrutin des 13 et 20 mars 1977 par le Tribunal administratif de Marseille[1] et nouvelle élection en octobre 1979 au motif qu'une colistière de Joissains n'avait pas de domicile fiscal à Aix.

| Tête de liste                         | Tête de liste     | Liste                                       | Premier tour | Premier tour | Second tour | Second tour | Sièges  | Sièges |
| Tête de liste                         | Tête de liste     | Liste                                       | Voix         | %            | Voix        | %           | CM      |        |
| ------------------------------------- | ----------------- | ------------------------------------------- | ------------ | ------------ | ----------- | ----------- | ------- | ------ |
|                                       | Alain Joissains   | UDF (RAD - PR - CDS) - RPR - MRG diss. - DC | 17 060       | 49,41        | 20 829      | 52,37       | 41      |        |
| Union pour le renouveau du pays d'Aix |                   |                                             | 17 060       | 49,41        | 20 829      | 52,37       | 41      |        |
|                                       | Félix Ciccolini * | PS - MRG - DIV                              | 12 131       | 35,13        | 18 940      | 47,62       |         |        |
| Union pour la démocratie aixoise      |                   |                                             | 12 131       | 35,13        | 18 940      | 47,62       |         |        |
|                                       | Philippe Sevin    | PCF                                         | 5 336        | 15,45        | Retrait     | Retrait     | Retrait |        |
| Liste pour l'union de la gauche       |                   |                                             | 5 336        | 15,45        | Retrait     | Retrait     | Retrait |        |
|                                       |                   |                                             |              |              |             |             |         |        |
| Inscrits                              | Inscrits          | Inscrits                                    | 63 220       | 100,00       | 63 218      | 100,00      |         |        |
| Abstentions                           | Abstentions       | Abstentions                                 | 27 874       | 44,09        | 22 182      | 35,09       |         |        |
| Votants                               | Votants           | Votants                                     | 35 346       | 55,91        | 41 036      | 64,91       |         |        |
| Nuls                                  | Nuls              | Nuls                                        | 819          | 1,29         | 1 267       | 2,00        |         |        |
| Exprimés                              | Exprimés          | Exprimés                                    | 34 527       | 54,61        | 39 769      | 62,91       |         |        |
| * Liste du maire sortant              |                   |                                             |              |              |             |             |         |        |

### Briançon(Hautes-Alpes)
- Maire sortant : Paul Dijoud (UDF-PR)
- Maire élu ou réélu : Paul Dijoud (UDF-PR)

- Contexte : Annulation du scrutin des 13 et 20 mars 1977 par le Conseil d'État[1].

| Tête de liste            | Tête de liste     | Liste       | Premier tour | Premier tour | Second tour | Second tour | Sièges    | Sièges |
| Tête de liste            | Tête de liste     | Liste       | Voix         | %            | Voix        | %           | CM        |        |
| ------------------------ | ----------------- | ----------- | ------------ | ------------ | ----------- | ----------- | --------- | ------ |
|                          | Paul Dijoud *     | PR          | 1 758        | 51,06        | 1 558       | 58,48       | 22 (20/2) |        |
|                          | Robert de Caumont | PS - GAM    | 885          | 25,70        | 1 067       | 40,05       | 0 (0/0)   |        |
|                          | Jean Chapuis      | PCF         | 661          | 19,20        | 1 067       | 40,05       | 0 (0/0)   |        |
|                          |                   |             |              |              |             |             |           |        |
| Inscrits                 | Inscrits          | Inscrits    | 5 300        | 100,00       | 5 311       | 100,00      |           |        |
| Abstentions              | Abstentions       | Abstentions | 1 717        | 32,39        | 2 473       | 46,56       |           |        |
| Votants                  | Votants           | Votants     | 3 583        | 67,60        | 2 838       | 53,43       |           |        |
| Nuls                     | Nuls              | Nuls        | 140          | 2,64         | 174         | 3,27        |           |        |
| Exprimés                 | Exprimés          | Exprimés    | 3 443        | 64,96        | 2 664       | 50,16       |           |        |
| * Liste du maire sortant |                   |             |              |              |             |             |           |        |

### Le Creusot(Saône-et-Loire)
- Maire sortant : Camille Dufour (PS)
- Maire élu ou réélu : Camille Dufour (PS)

- Contexte : Annulation du scrutin du 13 mars 1977 pour cause d'inéligibilité d'un membre de la liste d'union de la gauche[1].

|                            | Camille Dufour * | PS - PCF - PSU | 9 939  | 64,12  | 31 |  |  |  |
| Liste d'union de la gauche |                  |                | 9 939  | 64,12  | 31 |  |  |  |
|                            | Jean Taulelle    | RPR - UDF      | 5 560  | 35,87  |    |  |  |  |
| Union pour Le Creusot      |                  |                | 5 560  | 35,87  |    |  |  |  |
|                            |                  |                |        |        |    |  |  |  |
| Inscrits                   | Inscrits         | Inscrits       | 20 820 | 100,00 |    |  |  |  |
| Abstentions                | Abstentions      | Abstentions    | 5 042  | 24,22  |    |  |  |  |
| Votants                    | Votants          | Votants        | 15 778 | 75,78  |    |  |  |  |
| Nuls                       | Nuls             | Nuls           | 279    | 1,34   |    |  |  |  |
| Exprimés                   | Exprimés         | Exprimés       | 15 499 | 74,44  |    |  |  |  |
| * Liste du maire sortant   |                  |                |        |        |    |  |  |  |

### Flers(Orne)
- Maire sortant : Émile Halbout (DVD-Centr.)
- Maire élue ou réélue : Madeleine Louaintier (UDF)

- Contexte : Annulation de l'élection de 12 conseillers municipaux sur 27 par le Conseil d'État[1] et démission de deux membres du conseil municipal.

| Tête de liste                                    | Tête de liste     | Liste          | Premier tour | Premier tour | Second tour | Second tour | Sièges    | Sièges |
| Tête de liste                                    | Tête de liste     | Liste          | Voix         | %            | Voix        | %           | CM        |        |
| ------------------------------------------------ | ----------------- | -------------- | ------------ | ------------ | ----------- | ----------- | --------- | ------ |
|                                                  | Claude Bazière *  | Centr. - RPR   | 3 112        | 48,91        | 3 572       | 50,72       | 13 (0/13) |        |
| Liste d'union et d'action pour l'avenir de Flers |                   |                | 3 112        | 48,91        | 3 572       | 50,72       | 13 (0/13) |        |
|                                                  | Jean-Claude Marty | PS - MRG - DVG | 2 330        | 36,62        | 3 306       | 46,94       | 1 (0/1)   |        |
| Liste pour le Renouveau flérien                  |                   |                | 2 330        | 36,62        | 3 306       | 46,94       | 1 (0/1)   |        |
|                                                  | Raymond Patry     | PCF            | 807          | 12,68        | 3 306       | 46,94       | 0 (0/0)   |        |
| Liste d'union présentée par le Parti communiste  |                   |                | 807          | 12,68        | 3 306       | 46,94       | 0 (0/0)   |        |
|                                                  |                   |                |              |              |             |             |           |        |
| Inscrits                                         | Inscrits          | Inscrits       | 11 692       | 100,00       | 11 687      | 100,00      |           |        |
| Abstentions                                      | Abstentions       | Abstentions    | 5 190        | 44,39        | 4 536       | 38,81       |           |        |
| Votants                                          | Votants           | Votants        | 6 502        | 55,61        | 7 151       | 61,19       |           |        |
| Nuls                                             | Nuls              | Nuls           | 139          | 1,19         | 109         | 0,93        |           |        |
| Exprimés                                         | Exprimés          | Exprimés       | 6 363        | 54,42        | 7 042       | 60,25       |           |        |
| * Liste soutenue par le maire sortant            |                   |                |              |              |             |             |           |        |

### Hyères(Var)
- Maire sortant : Jean-Jacques Perron (PS)
- Maire élu ou réélu : Gaston Biancotto (PS)

- Contexte : Décès du sénateur-maire.

### Issy-les-Moulineaux(Hauts-de-Seine)
- Maire sortant : Raymond Menand (MDSF)
- Maire élu ou réélu : Raymond Menand (MDSF)

- Contexte : Annulation du scrutin des 13 et 20 mars 1977 par le Conseil d'État pour cause de présence d'un candidat invalidé sur la liste de M. Menand.

| Tête de liste                                  | Tête de liste    | Liste       | Premier tour | Premier tour | Second tour | Second tour | Sièges | Sièges |
| Tête de liste                                  | Tête de liste    | Liste       | Voix         | %            | Voix        | %           | CM     |        |
| ---------------------------------------------- | ---------------- | ----------- | ------------ | ------------ | ----------- | ----------- | ------ | ------ |
|                                                | Guy Ducoloné     | PCF         | 8 306        | 46,32        | 8 675       | 47,28       |        |        |
| Liste d'union de la gauche                     |                  |             | 8 306        | 46,32        | 8 675       | 47,28       |        |        |
|                                                | Raymond Menand * | MDSF - CDS  | 7 938        | 44,27        | 9 672       | 52,72       | 33     |        |
| Liste d'entente municipale et d'action sociale |                  |             | 7 938        | 44,27        | 9 672       | 52,72       | 33     |        |
|                                                | Daniel Savary    | RAD         | 1 687        | 9,41         |             |             |        |        |
| Alliance, nouvelle mairie                      |                  |             | 1 687        | 9,41         |             |             |        |        |
|                                                |                  |             |              |              |             |             |        |        |
| Inscrits                                       | Inscrits         | Inscrits    | 27 112       | 100,00       | 27 112      | 100,00      |        |        |
| Abstentions                                    | Abstentions      | Abstentions | 8 914        | 32,88        | 8 521       | 31,43       |        |        |
| Votants                                        | Votants          | Votants     | 18 198       | 67,12        | 18 591      | 68,57       |        |        |
| Nuls                                           | Nuls             | Nuls        | 267          | 0,98         | 244         | 0,90        |        |        |
| Exprimés                                       | Exprimés         | Exprimés    | 17 931       | 66,14        | 18 347      | 67,67       |        |        |
| * Liste du maire sortant                       |                  |             |              |              |             |             |        |        |

### Obernai(Bas-Rhin)
- Maire sortant : Hubert Eck (DVD)
- Maire élu ou réélu : Hubert Eck (DVD)

- Contexte : Annulation du scrutin du 13 mars 1977 par le Conseil d'État à la suite d'une erreur de comptage.

|                                   | Hubert Eck *    | DVD-RPR (Maj.) | 2 037 | 62,75  | 23 |  |
| Liste pour le renouveau d'Obernai |                 |                | 2 037 | 62,75  | 23 |  |
|                                   | Hugues Hartleyb | PR (Maj.)      | 1 123 | 34,59  |    |  |
| Liste d'entente et d'action       |                 |                | 1 123 | 34,59  |    |  |
|                                   |                 |                |       |        |    |  |
| Inscrits                          | Inscrits        | Inscrits       | 4 872 | 100,00 |    |  |
| Abstentions                       | Abstentions     | Abstentions    | 1 465 | 30,07  |    |  |
| Votants                           | Votants         | Votants        | 3 407 | 69,93  |    |  |
| Exprimés                          | Exprimés        | Exprimés       | 3 246 | 66,62  |    |  |
| * Liste du maire sortant          |                 |                |       |        |    |  |

### Plérin(Côtes-du-Nord)
- Maire sortant : Roger Ollivier (PCF)
- Maire élu ou réélu : Roger Ollivier (PCF)

- Contexte : Élection d'un conseiller municipal invalidée par le Conseil d'État.

| Candidat    | Candidat        | Parti       | Premier tour | Premier tour | Second tour | Second tour | Siège | Siège |
| Candidat    | Candidat        | Parti       | Voix         | %            | Voix        | %           | CM    |       |
| ----------- | --------------- | ----------- | ------------ | ------------ | ----------- | ----------- | ----- | ----- |
|             | Jean Doméon     | Mod.maj.    | 1 495        | 45,98        | 1 892       | 57,96       | 1     |       |
|             | André Hourmand  | PCF         | 920          | 28,30        | 1 373       | 42,06       |       |       |
|             | François Leroux | PS          | 836          | 25,71        |             |             |       |       |
|             |                 |             |              |              |             |             |       |       |
| Inscrits    | Inscrits        | Inscrits    | 6 878        | 100,00       | 6 872       | 100,00      |       |       |
| Abstentions | Abstentions     | Abstentions | 3 563        | 51,80        | 3 537       | 51,47       |       |       |
| Votants     | Votants         | Votants     | 3 315        | 48,20        | 3 335       | 48,53       |       |       |
| Nuls        | Nuls            | Nuls        | 64           | 0,93         | 71          | 1,03        |       |       |
| Exprimés    | Exprimés        | Exprimés    | 3 251        | 47,26        | 3 264       | 47,50       |       |       |

### Saint-Malo(Ille-et-Vilaine)
- Maire sortant : Louis Chopier (PS)
- Maire élu ou réélu : Louis Chopier (PS)

- Contexte : Annulation du scrutin des 13 et 20 mars 1977[5],[6] par le Conseil d'État.

| |                   |                  |              |              |             |             |        |        |  |
| Tête de liste                                                                                          | Tête de liste     | Liste            | Premier tour | Premier tour | Second tour | Second tour | Sièges | Sièges |  |
| Tête de liste                                                                                          | Tête de liste     | Liste            | Voix         | %            | Voix        | %           | CM     |        |  |
| | Louis Chopier *   | PS - MRG - DVG   | 8 828        | 41,68        | 13 332      | 57,29       | 33     |        |  |
| Liste d'union pour la démocratie malouine                                                              |                   |                  | 8 828        | 41,68        | 13 332      | 57,29       | 33     |        |  |
| | François Debonnet | RPR              | 6 853        | 32,36        | 9 942       | 42,71       |        |        |  |
| Liste d'union et de rassemblement pour le développement et la prospérité de Saint-Malo                 |                   |                  | 6 853        | 32,36        | 9 942       | 42,71       |        |        |  |
| | Louis Cotteret    | Centriste (Maj.) | 3 272        | 15,45        |             |             |        |        |  |
| Liste d'union du Grand Saint-Malo                                                                      |                   |                  | 3 272        | 15,45        |             |             |        |        |  |
| | Jean Lemaître     | PCF              | 1 779        | 8,40         |             |             |        |        |  |
| Liste pour la fidélité à l'union de la gauche et la défense des intérêts de Saint-Malo et des Malouins |                   |                  | 1 779        | 8,40         |             |             |        |        |  |
| | Herri Gourmelen   | UDB              | 445          | 2,10         |             |             |        |        |  |
| Liste d'union démocratique au service de la population malouine                                        |                   |                  | 445          | 2,10         |             |             |        |        |  |
| |                   |                  |              |              |             |             |        |        |  |
| Inscrits                                                                                               | Inscrits          | Inscrits         | 31 580       | 100,00       | 31 580      | 100,00      |        |        |  |
| Abstentions                                                                                            | Abstentions       | Abstentions      | 10 013       | 31,71        | 7 855       | 24,87       |        |        |  |
| Votants                                                                                                | Votants           | Votants          | 21 567       | 68,29        | 23 725      | 75,13       |        |        |  |
| Nuls                                                                                                   | Nuls              | Nuls             | 390          | 1,23         | 451         | 1,43        |        |        |  |
| Exprimés                                                                                               | Exprimés          | Exprimés         | 21 177       | 67,06        | 23 274      | 73,70       |        |        |  |
| * Liste du maire sortant                                                                               |                   |                  |              |              |             |             |        |        |  |

### Sainte-Suzanne(La Réunion)
- Maire sortant : Albert Paris (RPR)
- Maire élu ou réélu : Albert Paris (RPR)

- Contexte : Annulation du scrutin du 13 mars 1977 par le Conseil d'État pour fraude.

|                                       | Albert Paris *  | RPR - DVD   | 1 952 | 51,65  | 27 |  |  |  |
| Liste d'union nationale               |                 |             | 1 952 | 51,65  | 27 |  |  |  |
|                                       | Lucet Langenier | PCR         | 1 827 | 48,35  |    |  |  |  |
| Liste du Parti communiste réunionnais |                 |             | 1 827 | 48,35  |    |  |  |  |
|                                       |                 |             |       |        |    |  |  |  |
| Inscrits                              | Inscrits        | Inscrits    | 5 377 | 100,00 |    |  |  |  |
| Abstentions                           | Abstentions     | Abstentions | 1 547 | 28,77  |    |  |  |  |
| Votants                               | Votants         | Votants     | 3 830 | 71,23  |    |  |  |  |
| Nuls                                  | Nuls            | Nuls        | 51    | 0,95   |    |  |  |  |
| Exprimés                              | Exprimés        | Exprimés    | 3 779 | 70,28  |    |  |  |  |
| * Liste du maire sortant              |                 |             |       |        |    |  |  |  |

### Soissons(Aisne)
- Maire sortant : Bernard Lefranc (PS)
- Maire élu ou réélu : Bernard Lefranc (PS)

- Contexte : Annulation de l'élection de Pierre Léon-Dufour (Maj.prés.) par le Conseil d'État car il n'était pas inscrit sur le rôle des contributions à Soissons au moment du scrutin de mars 1977.

| Candidat    | Candidat              | Parti       | Premier tour | Premier tour | Second tour | Second tour | Siège | Siège |
| Candidat    | Candidat              | Parti       | Voix         | %            | Voix        | %           | CM    |       |
| ----------- | --------------------- | ----------- | ------------ | ------------ | ----------- | ----------- | ----- | ----- |
|             | Jean-Marie Graindorge | PS          | 3 032        | 51,74        | 3 501       | 54,59       | 1     |       |
|             | Pierre Léon-Dufour    | Maj.prés.   | 1 980        | 33,79        | 2 655       | 41,40       |       |       |
|             | Robert Charpentier    | SE          | 624          | 10,65        |             |             |       |       |
|             | Roland Menot          | SE          | 224          | 3,82         | 257         | 4,01        |       |       |
|             |                       |             |              |              |             |             |       |       |
| Inscrits    | Inscrits              | Inscrits    | 17 362       | 100,00       | 17 362      | 100,00      |       |       |
| Abstentions | Abstentions           | Abstentions | 11 388       | 65,59        | 10 860      | 62,55       |       |       |
| Votants     | Votants               | Votants     | 5 974        | 34,41        | 6 502       | 37,45       |       |       |
| Nuls        | Nuls                  | Nuls        | 114          | 0,66         | 89          | 0,51        |       |       |
| Exprimés    | Exprimés              | Exprimés    | 5 860        | 33,75        | 6 413       | 36,94       |       |       |

### Wimereux(Pas-de-Calais)
- Maire sortant : Georget Caux (PS)
- Maire élu ou réélu : Jacques Bresson (DVD)

- Contexte : Dissolution du conseil municipal.